# Alcafozes
Alcafozes is een plaats (freguesia) in de Portugese gemeente Idanha-a-Nova en telt 252 inwoners (2001).